# Tobuna
Tobuna es una localidad argentina ubicada en el departamento San Pedro de la Provincia de Misiones. Depende administrativamente del municipio de San Pedro, de cuyo centro urbano dista unos 36 kilómetros.

## Historia de Tobuna
El Pueblo de Tobuna data de aproximadamente 1924 cuando un grupo de inmigrantes llega desde Brasil y se instalan en la zona fundando así esta localidad. Según los primeros datos asentados por los descendientes, las primeras familias que llegaron al lugar fueron: Maidana, Ferreira, Pedrozo y Bandera los que dieron a lugar el nombre de Tobuna.
Este nombre es de origen guaraní y denomina a una clase de abeja pequeña y sin aguijón que se encontraba frecuentemente en la zona. 
Años más tarde fueron llegando al lugar otras familias en busca de nuevas tierras fértiles para el cultivo lo que atrajo a un centenar de brasileños residentes de las zonas rurales fronterizas.
En 1935 llega a la zona el primer maestro, el señor José Martin quien con los vecinos un 8 de agosto del mismo año inauguran la escuela Nacional N°211 la cual contaba con un total de 15 alumnos. Así la población fue acrecentándose debido a las constantes inmigraciones, lo que trajo al pueblo el nacimiento de industrias como una Laminadora ubicada en la zona de Puente Alto, lo que brindó fuente de trabajo a los pobladores; y una fábrica de ladrillos en la zona de Santa Rosa a unos pocos kilómetros de la zona urbana de Tobuna. Este nuevo fenómeno productivo tuvo como consecuencia el crecimiento paulatino de la población escolar, así fue que en el año 1969 y por Ley N° 17.591 la escuela Nacional N°211 cambia su modalidad a Escuela de Frontera Jornada Completa N°13 asignándole años más tarde el nombre de Sgto. Eduardo Ramírez (El Chaque Che) en homenaje a un policía de la zona reconocido como un héroe por sus actos de reafirmación Argentina de nuestra frontera.
Luego de esta temporada prospera en la economía de la zona quiebran las empresas y los trabajadores se ven obligados a emigrar quedando en Tobuna y zonas aledañas la población cuya economía dependía de la agricultura y ganadería; siendo así hasta la actualidad.
Es importante también mencionar que en sus años prósperos Tobuna contaba con varios servicios a la comunidad: como una oficina de Correo Argentino la cual no solamente era utilizada con el servicio postal sino que también mediaba el pago de otros servicios como las facturas de luz, este era de gran beneficio a la comunidad ya que el pueblo se encuentra ubicado a 35 KM de la ciudad de San Pedro, último tramo terrado de la Ruta Nac. N° 14 que en temporadas de lluvias se hacía imposible el tránsito. Es relevante destacar que con la privatización de Correo Argentino se dio fin a este servicio.
Otra prestación estatal muy significativa para la zona fue, y es, una delegación del Registro Nacional de las Personas establecido, el cual fue descontinuado por unos años hasta que se consiguió nuevamente que la oficina funcionara de nuevo en la zona. 
También es relevante mencionar que desde sus inicios el pueblo contó con una delegación policial siendo uno de los primeros oficiales el Cabo Don Moreira. 
Otro aspecto a destacar es la presencia de una delegación de Hermanas Vicentinas de la Caridad, que se ocupó de fomentar la educación y la evangelización en la zona, ya que las mismas desde los años 60 recibían a muchachas, a pupilas, quienes recibían educación en manualidades y profesiones femeninas. Años más tarde incrementaron educación primaria para adultos y educación secundaria abierta.
En la actualidad Tobuna cuenta con aproximadamente 3000 habitantes según último censo. Cuenta con 3 instituciones educativas, las cuales son: Una Escuela Primaria de Frontera, Una Escuela Primaria Para Adultos y Centro Educativo Polimodal (el cual funciona desde 2006); además posee un Centro de Integración Comunitaria en el cual funciona un CAPS, una delegación policial y una delegación del registro de las personas.

## Vías de comunicación
Se desarrolla en el cruce de la Ruta Nacional 14 y la Ruta Provincial 224; la primera la vincula por al sudoeste con Cruce Caballero y San Pedro, y al nordeste con Piñalito Sur y Bernardo de Irigoyen; la segunda la comunica al noroeste con el paraje Santa Rosa y la Ruta Provincial 17.
En 2009 Tobuna y zonas cercanas fue arrasada por un tornado, que destruyó varios edificios.
La principal actividad económica es el cultivo del tabaco. Cuenta con una escuela, puesto y de salud y centro comunitario.

## Tobunenses
Marcelo Moreyra (nacido el 1 de noviembre de 1958 en Tobuna) es un escritor argentino y uno de los referentes más conocidos de la literatura misionera.

## Fauna
Por muchos años Tobuna fue centro de investigación biológica de su ecosistema especialmente avícola. Un grupo de biólogos asentaron un centro de investigación y muestreo de loro pecho vinoso en toda la zona realizando un seguimiento de reproducción y hábitat del mismo. Estos concluyeron que Tobuna representa un hábitat propicio para la reproducción del mismo.